# Adam Szmidt
Adam Adolf Szmidt (ur. 16 lutego 1943 w Skórczu, zm. 8 lutego 2021) – polski samorządowiec, polityk, nauczyciel, ostatni naczelnik miasta i gminy Lądek-Zdrój w latach 1984–1990 i burmistrz w latach 1994–1998, 2002–2010.

## Życiorys
Urodził się w 1943 r. w Skórczu. Po ukończeniu szkoły średniej rozpoczął studia na Akademii Rolniczej w Poznaniu, które ukończył w 1968 r., uzyskaniem tytułów: magistra i inżyniera. Pracował następnie jako nauczyciel przedmiotów zawodowych w szkołach rolniczych. Wstąpił do Zjednoczonego Stronnictwa Ludowego. W latach 1984–1990 pełnił funkcję naczelnika miasta i gminy Lądek-Zdrój, ustąpił z urzędu w czerwcu 1990 r., po pierwszych wolnych i demokratycznych wyborach samorządowych, wracając do pracy zawodowej. W latach 1990–1994 był dyrektorem Szkoły Podstawowej nr 2 w Lądku-Zdroju. W 1994 r. rada miasta i gminy II kadencji powołała go na stanowisko burmistrza, które sprawował do 1998 r. W czasie jego rządów zakończył się w 1997 roku kompleksowy remont zakładu leczniczego Wojciech, a przy basenie urządzono pijalnię wód leczniczych. W tym samym roku władze miasta przyjęły tak zwane lądeckie prawo śmieciowe, określające zasady usuwania, gromadzenia i wykorzystania odpadów, wprowadzając obowiązek ich segregacji na terenie gminy. Wszystkie te działania doprowadziły do tego, że w czerwcu 1997 roku gmina została oznaczona Dolnośląskim Kluczem Sukcesu za 1996 roku w kategorii dla najbardziej gospodarnej gminy wiejsko-miejskiej. Mająca miesiąc później miejsce powódź tysiąclecia pomyślnie zweryfikowała tę nagrodę.
Następnie został zatrudniony w Banku Gospodarki Żywnościowej. W 2002 r. startował w pierwszych bezpośrednich wyborach na burmistrza miasta i gminy, pokonując w II turze Andrzeja Dylewskiego stosunkiem głosów 62-38%. Jednocześnie działał w strukturach Polskiego Stronnictwa Ludowego, będąc prezesem Zarządu Miejsko-Gminnego w Lądku-Zdroju oraz członkiem Zarządu Powiatowego PSL w Kłodzku. 26 listopada 2006 r. został ponownie wybrany przez mieszkańców gminy burmistrzem, wygrywając ponownie w II turze ze swoim sąsiadem z Radochowa – Andrzejem Dylewskim, tym razem stosunkiem głosów: 52-48%.
W lipcu 2007 r. podczas zdejmowania gniazda pszczół z wysokiego drzewa, spadł z drabiny, w wyniku czego doznał poważnego urazu głowy i zapadł w śpiączkę, budząc się po kilku miesiącach, co spowodowało trwały uszczerbek na zdrowiu. Adam Szmidt nie wrócił już do pracy, a jego obowiązki przejęła Joanna Walaszczyk, pełnomocnik wyznaczony przez premiera Jarosława Kaczyńskiego.